# Bad Sauerbrunn
Bad Sauerbrunn é um município da Áustria localizado no distrito de Mattersburg, no estado de Burgenland.